# Séf tévedése
A Séf tévedése (Chef Goes Nanners) a South Park című rajzfilmsorozat 55. része (a 4. évad 7. epizódja). Elsőként 2000. július 5-én sugározták az Egyesült Államokban.

## Cselekmény
|  | Alább a cselekmény részletei következnek! |

A polgármesteri irodában vita alakul ki a South Park-i zászló miatt; Séf bácsi szerint rasszista és meg kell változtatni, Jimbo viszont a hagyományokra hivatkozik és meg akarja azt tartani. Séf bácsi felháborodását az okozza, hogy zászlón néhány fehér alak látható, akik felakasztanak egy fekete alakot.
Az iskolában a gyerekeknek is a zászlóról kell vitatkozniuk. Stan, Kyle és Kenny felkeresi Jimbót, aki a történelemről mesél nekik. Eközben a bevásárlóközpont előtt támogatókat gyűjtő Séfet Wendy, Bebe, Clyde és Butters látogatja meg. Végül Stan és Kyle áll a zászlót megtartani akarók, illetve Wendy és Cartman a zászló megváltoztatásáért küzdők élére.
Stan és Kyle Séf bácsitól kér segítséget (aki időközben áttért az iszlám hitre, és felvette az „Abdul Mohammed Jabar Rauf Kareem Ali” nevet), de amikor az meghallja, hogy a fiúk támogatják a régi zászló megmaradását, durván elutasítja őket.
A dolgok még inkább összezavarodnak, amikor a Ku Klux Klan tagjai is megjelennek és a jelenlegi zászlót támogatják. Emiatt a zászlót megtartani akarók kellemetlenül érzik magukat, mert nem akarnak a Klánnal egy oldalon állni. Jimbo és Ned ezért álruhában beoson az egyik gyűlésükre, és azt tanácsolja a Klán tagjainak, hogy támogassák a zászló megváltoztatását – ezáltal mindenki az ellenkező oldalra, a zászló megmaradása mellé fog állni. Elérik a céljukat, de Séf meglátja őket, amint a jellegzetes fehér csuklyát viselik és dühösen elhajt, mielőtt Jimbóék magyarázatot adhatnának neki.
A polgármester asszony úgy dönt, hogy zászlóügyben a gyerekekre bízza a döntést – ezáltal elkerülve a felelősségvállalást. Wendy időközben kínosan érzi magát, mert beleszeret Cartmanbe. Bebe azt javasolja neki, hogy csókolja meg Cartmant, ezáltal megszüntetheti a munkakapcsolat miatti vonzalmat. 
A vita napján Wendy zavartan áll ki a pódiumra, de miután megcsókolja Cartmant, minden rendbejön. Wendy beszéde alatt barátja, Stan végig megdöbbent arcot vág, miközben Cartman a távolból gúnyolja. Előadásukból kiderül, hogy a régi zászlót támogató fiúk nem öt különböző bőrszínű embert láttak a zászlón, hanem csupán magát a gyilkosságot, ezért nem tartották azt rasszistának. Ezen minden jelenlévő meghatódik, Séf és Jimbo pedig egymással kibékülve úgy dönt, kompromisszumot köt egymással; az új zászlón öt különböző bőrszínű alak látható, akik egymás kezét fogják.
Wendy végül elmondja Cartmannek, hogy már semmit sem érez iránta; Cartman ezzel egyetért és zavartan nevetgél. De miután Wendy elmegy, sóhajt egy nagyot és szomorúan elsétál.

## Kenny halála
- Kenny felrobban, miután megeszi Gerald savlekötő tablettáit, és iszik egy pohár vizet. A szobában lévők ezután nevetnek és tapsviharban törnek ki.

## Utalások
- Az epizód cselekménye emlékeztet a Mississippi állam zászlója körül kirobbant vitákra.[1]
- A lángoló buddhista szerzetes célzás egy 1963-as esetre, melyben egy vietnámi szerzetes, Thích Quảng Đức a kormány ellen tiltakozott önmaga felgyújtásával.

## Érdekességek
- Mr. Garrison azt állítja, ő nem rasszista (csupán kesztyűbábja, Kalap úr az). Azonban az Itt jönnek a szomszédok című részben a Klán módszereivel igyekszik elűzni a gazdagokat South Parkból. Több epizódból pedig kiderül, hogy minden karácsonykor arra kéri a polgármestert, szabaduljanak meg a mexikóiaktól.
- Ez az egyetlen epizód, melyben Wendy a jellegzetes sapkája nélkül látható.
- Amikor Jimbo köszön a Séfnek ("Háá, szava Séf. Nagy vita lesz holnap?!"), utána a háttérben a fánál van egy feketén színezett UFO látható.